# Mesorhaga danielsi
Mesorhaga danielsi är en tvåvingeart som beskrevs av Daniel J. Bickel 1994. Mesorhaga danielsi ingår i släktet Mesorhaga och familjen styltflugor. Inga underarter finns listade i Catalogue of Life.